# Бабя
Бабя (пол. Babia) — село в Польщі, у гміні Жґув Конінського повіту Великопольського воєводства.
Населення — 163 особи (2011).

## Демографія
Демографічна структура станом на 31 березня 2011 року:
|          | Загалом | Допрацездатний вік | Працездатний вік | Постпрацездатний вік |
| -------- | ------- | ------------------ | ---------------- | -------------------- |
| Чоловіки | 79      | 13                 | 61               | 5                    |
| Жінки    | 84      | 22                 | 47               | 15                   |
| Разом    | 163     | 35                 | 108              | 20                   |